# 심덕섭 (육상 선수)
심덕섭(沈德燮, 1963년 11월 26일~)은 대한민국의 육상 선수로 주 종목은 단거리 달리기이다. 1984년과 1988년 하계 올림픽에 참가하여 100m 종목에 출전했다.